# IC 3691
IC 3691 — галактика типу I (нерегулярна галактика) у сузір'ї Волосся Вероніки.
Цей об'єкт міститься в оригінальній редакції індексного каталогу.